# 大山町 (神奈川県)
大山町（おおやままち）は、神奈川県大住郡・中郡に存在した町。
大山寺、大山阿夫利神社の門前町で、現在の伊勢原市北西部に位置した。

## 地理
- 山：大山
- 河川：鈴川

## 歴史

### 町名の由来
大山が所在することより。

### 沿革
- 1889年（明治22年）4月1日 - 町村制の施行により、大山町、子安村が合併して大住郡大山町が発足。旧子安村は大字子易となる。
- 1896年（明治29年）4月1日 - 郡制の施行のため大住郡が淘綾郡と統合され、所属郡が中郡に変更[1]。
- 1954年（昭和29年）12月1日 - 伊勢原町、成瀬村、大田村、高部屋村、比々多村と合併し、改めて伊勢原町が発足。同日大山町廃止。

## 交通

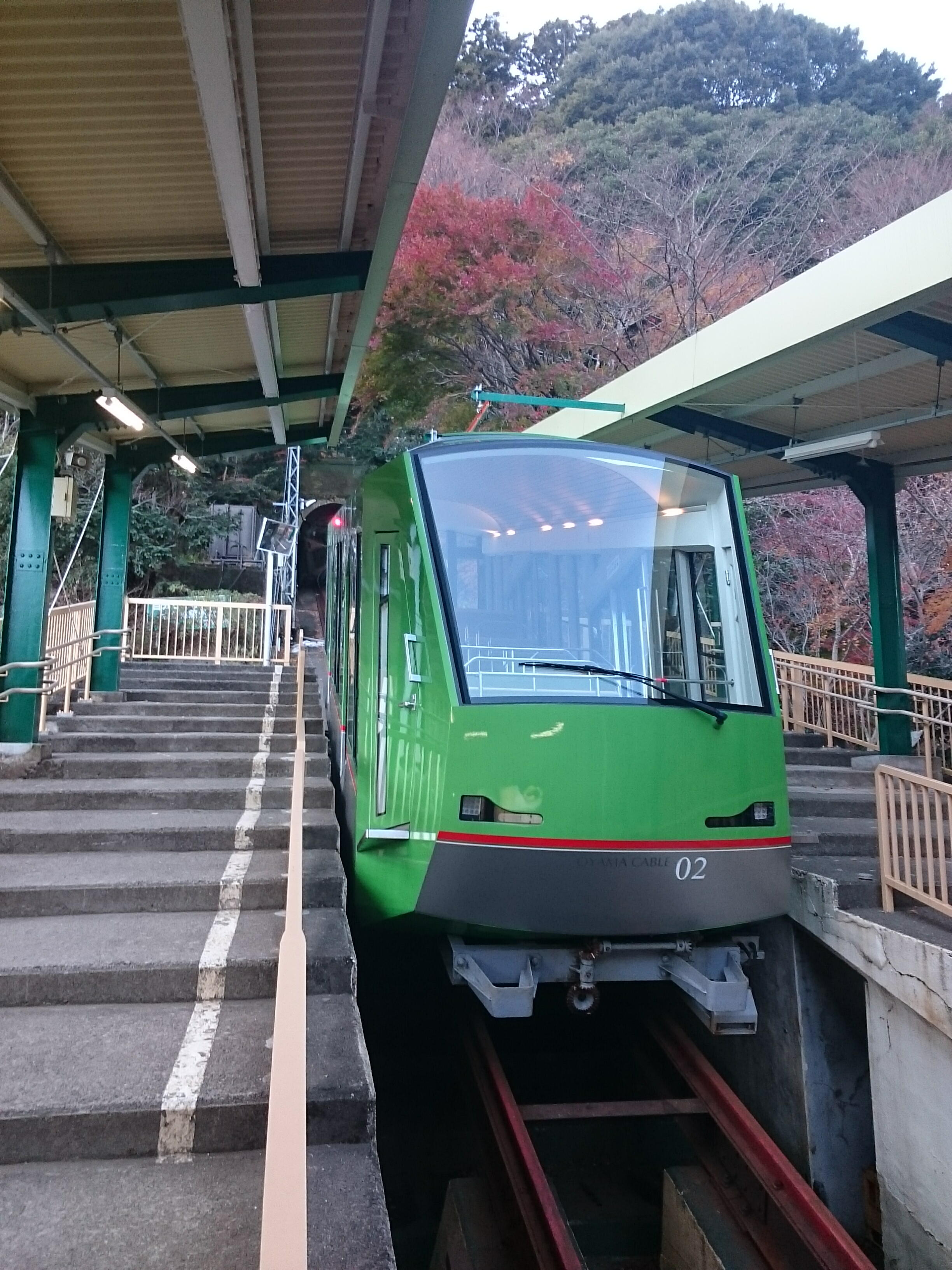
大山鋼索線（2017年）

### 鉄道路線
- 大山観光電鉄
  - 大山鋼索線：追分駅（現大山ケーブル駅） - 不動前駅（現大山寺駅） - 下社駅（現阿夫利神社駅）

### 道路
- 大山道

## 名所・旧跡
- 大山寺
- 大山阿夫利神社

- 大山寺（2021年）
- 大山阿夫利神社（2014年）